# Suplement (box set Jacka Kaczmarskiego)
Suplement – siedmiopłytowy zestaw wydany w 2006 roku będący uzupełnieniem 22-płytowego Syna marnotrawnego o utwory niedostępne w płytowych wydaniach twórczości Jacka Kaczmarskiego. Wydany również przez Pomaton EMI w zbiorczym tekturowym opakowaniu wraz z książeczką opisującą poszczególne utwory, objaśniającą kontekst ich powstania. Poszczególne krążki znajdują się w tekturowych kopertach ochronnych, cały zestaw graficznie nawiązuje do stylistyki Syna marnotrawnego.
Redaktorem wydania był Krzysztof Nowak – kolekcjoner, przyjaciel i znawca twórczości Jacka Kaczmarskiego, autorem słowa wstępnego był redaktor Syna marnotrawnego Daniel Wyszogrodzki.

## Zawartość zestawu
- CD 1 – Radio Wolna Europa Vol. 1 – 64:42
- CD 2 – Radio Wolna Europa Vol. 2 – 70:20
- CD 3 – Radio Wolna Europa Vol. 3 – 57:19
- CD 4 – Radio Wrocław – 68:05
- CD 5 – Rarytasy i niespodzianki – 76:36
- CD 6 – Dodatki (wersje z kaset magnetofonowych i inne) – 73:40
- CD 7 – Wiersze – recytuje Andrzej Seweryn – 51:56

## Radio Wolna Europa Vol. 1[2]
W latach 1984–1994 Jacek Kaczmarski był etatowym pracownikiem Radia Wolna Europa i prowadził autorską audycję – Kwadrans Jacka Kaczmarskiego. Napisał w tym czasie wiele utworów o charakterze interwencyjnym, które poza emisją na antenie nie były ponownie wykonywane, dlatego też wykonania pochodzące z archiwum RWE są jedynym zapisem działalności Jacka w latach 80., mimo nie zawsze zadowalającej jakości technicznej, mają ogromną wartość jako nagrania unikatowe.
Słowa i muzyka: Jacek Kaczmarski
Lista utworów:
1. „Żegluga” (02:32)
2. „Panna” (03:31)
3. „Ballada o drapieżnej bestii” (01:52)
4. „Ptak” (02:05)
5. „Ballada o windzie” (01:19)
6. „Psy” (01:17)
7. „Ballada o spotkaniu” (01:55)
8. „Sęp” (01:51)
9. „Pielgrzymka” (02:39)
10. „Bajka o Polsce” (02:12)
11. „M/S „Maria Konopnicka” (01:41)
12. „Wspomnienie” (01:45)
13. „Wojna” (03:45)
14. „Pokolenie” (02:04)
15. „Dzwon” (01:42)
16. „Młody Bachus” (01:50)
17. „Bar w Folies-Bergère” (03:00)
18. „Zaparcie się Apostoła Piotra” (03:21)
19. „Stary Michał Anioł i Pieta Rondanini” (02:36)
20. „Martwa natura” (01:48)
21. „Inspiracja” (01:46)
22. „Duch czasu” (02:30)
23. „Ararat” (02:06)
24. „Wiatr” (01:44)
25. „Rozterka” (01:50)
26. „Piosenka o gwoździach” (01:55)
27. „Pokusa” (01:21)
28. „Podróż Trzech Króli” (02:15)
29. „Stalker” (03:42)

## Radio Wolna Europa Vol. 2[3]
Słowa: Jacek Kaczmarski
Muzyka:
- Jacek Kaczmarski (1, 3-6, 8, 9, 11-25)
- Przemysław Gintrowski (2),
- Zbigniew Łapiński (7, 10)

Lista utworów:
1. „Kazimierz Wierzyński” (03:16)
2. „Autoportret Witkacego” (03:46)
3. „Rymowanka zza grobu, czyli piosenka nie bez racji z racji ekshumacji” (02:43)
4. „Samobójstwo Jesienina” (02:53)
5. „Urodziny” (01:01)
6. „Przypowieść prawdziwa o szaliku” (02:14)
7. „Dylemat ”(02:12)
8. „Przysięga” (01:00)
9. „Nie mogę spać” (02:05)
10. „Targ” (01:48)
11. „Robinson Crusoe” (02:20)
12. „Teza Don Kichota” (02:09)
13. „Ciężki deszcz” (06:17)
14. „Szklana góra” (02:24)
15. „Przygodowy film o pisaniu w nocy” (02:32)
16. „Ballada czarno-biała” (02:29)
17. „Goryle” (02:12)
18. „Lament zomowca” (02:02)
19. „Krzyż i pies” (01:44)
20. „Fajnie… (Piosenka sylwestrowa)” (01:48)
21. „Patriotyzm” (02:32)
22. „Wizyta w PRL na zaproszenie rzecznika rządu” (03:00)
23. „Wywiad z emerytem” (02:31)
24. „Elektrokardiogram” (02:03)
25. „Zbiorcza odpowiedź na listy z kraju, czyli piosenka bez metafor i aluzji” (10:38)

## Radio Wolna Europa Vol. 3[4]
Słowa: Jacek Kaczmarski
Muzyka:
- Jacek Kaczmarski (1-23)
- Włodzimierz Wysocki (24)

Lista utworów:
1. „Pochodnie” (02:32)
2. „Pięć sonetów o umieraniu komunizmu” (05:07)
3. „Rycerze okrągłego stołu” (04:16)
4. „Kiedy” (02:18)
5. „Obym się mylił” (01:35)
6. „Afganistan” (01:32)
7. „Upadek imperium” (01:53)
8. „Posągi” (01:33)
9. „My” (01:53)
10. „Spotkanie z Wallenrodem” (01:43)
11. „Ulotka wyborcza” (02:01)
12. „Polityczne epitafium dla kandydata” (03:01)
13. „Jesienna Wiosna Ludów 1989” (04:24)
14. „Manewry II” (02:07)
15. „Dom” (01:08)
16. „Bajeczka z perspektywki” (01:18)
17. „Najeźdźcy” (01:59)
18. „Szkielet Mengele” (01:40)
19. „Brat dobry, brat zły” (01:02)
20. „Wizyta krewnej z zagranicy” (01:59)
21. „Ballada antykryzysowa” (02:51)
22. „Wiwat, czyli o demokracji” (03:51)
23. „X” (03:24)
24. „Statki” (01:35)

## Radio Wrocław[5]
Mimo bogatej dyskografii, wiele piosenek Jacka Kaczmarskiego nie doczekało się profesjonalnej rejestracji ani oficjalnego wydania. Próbą mającą zapełnić tę lukę była sesja w Dużym Studiu Radia Wrocław, która odbyła się na przełomie czerwca i lipca 2001 roku. Zarejestrowano wówczas niemal 90 utworów obejmujących prawie całą drogę twórczą Jacka Kaczmarskiego (od pierwszych piosenek – z najstarszą Balladą o istotkach – aż po lata 90.). Większość z nich pokrywa się z materiałem uzyskanym z archiwum RWE, jednak są też piosenki tam nie wykonywane i niedostępne w obrębie zbiorczego wydawnictwa jakim jest Syn marnotrawny, i one właśnie znalazły się na tej płycie.
Słowa:
- Jacek Kaczmarski (1-8, 13-22)
- sł. tradycyjne, tłum. J. Kaczmarski (9)
- Włodzimierz Wysocki tłum. J. Kaczmarski (10),
- Georges Brassens tłum. J. Kaczmarski (11, 12),

Muzyka:
- Jacek Kaczmarski (1-8, 13-16, 18-22)
- muz. tradycyjna (9)
- Włodzimierz Wysocki (10)
- Georges Brassens (11, 12)
- Przemysław Gintrowski (17)

Lista utworów:
1. „Ballada o istotkach” (02:16)
2. „Ballada paranoika” (00:55)
3. „Ballada o wesołym miasteczku” (03:01)
4. „Ballada o okrzykach” (02:40)
5. „Kanarek” (01:58)
6. „Egzamin” (02:10)
7. „Korespondencja klasowa” (08:57)
8. „Trzy portrety” (03:55)
9. „Czarne suchary” (02:30)
10. „Siedzimy tu przez nieporozumienie” (02:01)
11. „Ballada dla obywatela miasteczka P.” (02:30)
12. „Grajek” (03:13)
13. „Wróżba” (02:06)
14. „Powódź” (02:13)
15. „List do redakcji „Prawdy” z 13 grudnia 1981 roku” (02:07)
16. „Młodych Niemców sen” (01:00)
17. „Wykopaliska” (02:02)
18. „Pieriestrojka w KGB” (02:31)
19. „Krótka rozmowa między Panem, Chamem i Plebanem” (02:26)
20. „Kariera Nikodema Dyzmy” (02:44)
21. „Nasza klasa '92” (03:07)
22. „Limeryki o narodach” (11:09)

## Rarytasy i niespodzianki[6]
Skompletowanie nagrań znajdujących się na tej płycie było zadaniem karkołomnym. Większość piosenek grana była bowiem bardzo rzadko, bądź wręcz tylko jeden raz (np. Bieg, Ballada o Hidalgu don Pedro i księżniczce Inez). Niektóre utwory są w bardzo złej jakości technicznej (tj. Edykt orła, Joanna d’Arc, O fryzjerze na parterze), ale zdecydowano się je umieścić ze względu na ich unikatowość. Znajdują się też utwory, które miały znaleźć się na płycie z programem Pochwała łotrostwa, ale uniemożliwił to zbyt duży rozmiar całości (Rozróżnienie, Mroźny trans metafizyczny) oraz utwory odrzucone z powodu zmiany koncepcji (Zmierzch wieku) bądź we wcześniejszych wersjach (Testament ′95). Umieszczone zostało także Requiem rozbiorowe nagrane w 1999 roku – ostatni napisany wspólny utwór Tria Gintrowski Kaczmarski Łapiński.
Wykonawcy:
- Jacek Kaczmarski – śpiew, gitara,
- Piotr Gierak – śpiew, gitara (1),
- Przemysław Gintrowski – śpiew, gitara (22, 23),
- Zbigniew Łapiński – śpiew, fortepian (22, 23)

Słowa:
- Jacek Kaczmarski, oprócz:
- Włodzimierz Wysocki tłum. J. Kaczmarski (13)

Muzyka:
- Jacek Kaczmarski (1-12, 14-17, 19-21)
- Włodzimierz Wysocki (13),
- Jacek Majewski (18),
- Przemysław Gintrowski (22, 23)

Lista utworów:
1. „Bieg” (04:06)
2. „Edykt orła” (02:48)
3. „Joanna d’Arc” (02:32)
4. „O fryzjerze na parterze” (02:42)
5. „Optymistyczny horoskop” (01:41)
6. „Pompeja lupanar” (05:12)
7. „Górnicy” (01:43)
8. „Trolle” (03:23)
9. „Ostatnia mapa Polski” (01:17)
10. „Latarnie” (01:51)
11. „Linoskoczek” (01:18)
12. „Pieśń o hufcu” (01:50)
13. „Piosenka o radości życia” (01:45)
14. „Baran” (02:12)
15. „Ofiara” (05:08)
16. „Rozróżnienie” (02:07)
17. „Mroźny trans metafizyczny” (04:05)
18. „Testament '95” (07:03)
19. „Wszystko, co mi się zdarzy…” (00:54)
20. „Ballada o Hidalgu don Pedro i księżniczce Inez” (03:17)
21. „Zmierzch wieku” (02:37)
22. „Posiłek” (04:21)
23. „Requiem rozbiorowe” (12:06)

## Dodatki (wersje z kaset magnetofonowych i inne)[7]
Płyta ta zawiera w większości utwory uzupełniające treść programów znajdujących się na wydanych wcześniej płytach o piosenki, które ze względów technicznych pojawiły się wcześniej tylko na kasetach.
- Nagrania 1-9 zostały zrealizowane podczas koncertów w warszawskim klubie Riviera-Remont 26 maja 1990 roku. Znalazły się pierwotnie w wersji kasetowej albumu Live.
- Nagrania 10-14 zostały zrealizowane podczas koncertów w Teatrze Dramatycznym w Białymstoku 3 listopada 1991 roku. Znalazły się pierwotnie w wersji kasetowej albumu Mury w Muzeum Raju.
- Nagrania 15-16 zostały zrealizowane w Studio S4 w Warszawie w styczniu i lutym 1993 roku. Znalazły się pierwotnie w wersji kasetowej albumu Wojna postu z karnawałem.
- Nagranie 17 dokonano w okresie stanu wojennego. Znalazło się w albumie Przemysława Gintrowskiego Raport z oblężonego miasta.
- Nagranie 18-19 zostały nagrane nieoficjalnie w studiach PR i TV w 1982 i 1983 roku. Znalazły się w albumie Przemysława Gintrowskiego Pamiątki.
- Nagranie 20 zostało zrealizowane podczas koncertu w warszawskim klubie Riviera-Remont 28 listopada 1993 roku.

Wykonawcy:
- Jacek Kaczmarski – śpiew, gitara (1-16, 20);
- Zbigniew Łapiński – fortepian (1, 3-20);
- Przemysław Gintrowski – śpiew (10-14, 16-19), gitara (10-14, 16-19), instrumenty elektroniczne (17-19)

Słowa: Jacek Kaczmarski
Muzyka:
- Jacek Kaczmarski (1-5, 8-9, 13, 15, 20)
- muz. tradycyjna (6)
- Lluís Llach y Grande (7)
- Przemysław Gintrowski (10-12, 14, 16-19)

Lista utworów:
1. „Litania” (02:50)
2. „Encore, jeszcze raz” (05:14)
3. „Katyń” (04:29)
4. „Barykada (Śmierć Baczyńskiego)” (03:16)
5. „Czołg” (02:47)
6. „Rozbite oddziały” (03:28)
7. „Mury” (05:24)
8. „Zmartwychwstanie Mandelsztama” (02:50)
9. „Źródło” (05:09)
10. „Walka Jakuba z aniołem” (02:46)
11. „Birkenau” (02:54)
12. „Osły i ludzie” (04:03)
13. „Starzejesz się, Stary” (02:12)
14. „Błędy wróżbitów” (03:40)
15. „Jan Kochanowski” (05:29)
16. „Zbigniewowi Herbertowi” (03:35)
17. „Karzeł” (02:34)
18. „Pieśń o śnie” (03:55)
19. „A my nie chcemy uciekać stąd” (03:23)
20. „Kwestia odwagi” (03:39)

## Wiersze – recytuje Andrzej Seweryn[8]
Płyta nr 7 wyróżnia się na tle pozostałych – znajduje się na niej dwadzieścia wierszy recytowanych przez Andrzeja Seweryna na wcześniejszą wyraźną prośbę autora. Jest to wybór najważniejszych spośród 31 wierszy, do których nie napisano muzyki, napisanych przez Kaczmarskiego w ostatnim okresie jego życia, pochodzących z wydanego już po śmierci poety tomiku Tunel.
Wykonawcy: Andrzej Seweryn – recytacja
Słowa: Jacek Kaczmarski
Lista utworów:
1. „Tunel” (02:49)
2. „Księga skarg i zażaleń” (04:15)
3. „Mułoskoczek” (01:54)
4. „Axolotl” (01:57)
5. „Żółw w katedrze” (01:58)
6. „Nokturn z niespodzianką” (01:23)
7. „Oda do mego (wstydliwego) księgozbioru” (02:02)
8. „Łazienki zimą” (02:32)
9. „Alegoria malarstwa” (01:55)
10. „Oliwa, wino i czas” (01:52)
11. „Potęga słowa” (02:27)
12. „Piosenka o szeleście” (01:53)
13. „Oddział chorych na raka à la polonaise A.D. 2002” (05:02)
14. „Kobieta trzymająca wagę” (01:29)
15. „Ostatnia mruczanka, albo spleen Kubusia Puchatka” (02:20)
16. „Starość Tezeusza” (02:21)
17. „Petroniusz bredzi” (04:33)
18. „Wytworna wenecka kurtyzana chwali portret Pietra Aretina pędzla Tycjana” (04:09)
19. „Stary poeta drzemie” (03:07)
20. „Dance Macabre” (01:32)

## Wydania[1]
- 2006 – Pomaton EMI (nr kat. 3598552)
- 2007 – Box set włączony do Arki Noego – zestawu 37 płyt wydanego przez Pomaton EMI